# Thelma Todd
Thelma Alice Todd (Lawrence, 29 luglio 1906 – Pacific Palisades, 16 dicembre 1935) è stata un'attrice statunitense.
Soprannominata per la sua morbida bellezza "bionda alla crema" (letteralmente "The Ice Cream Blonde"  bionda del gelato [alla crema] e "Hot Toddy", Toddina la calda), è stata famosa nella storia del cinema per i suoi 130 film ma anche per la sua misteriosa morte.

## Biografia

### Gli inizi

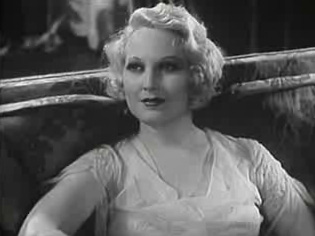
Thelma Todd (1931)

L'inizio della sua carriera è il tema tipico di tante storie del cinema.
Studentessa modello e di buone speranze, aspirava a diventare maestra quando fu iscritta a un concorso di bellezza che vinse con il titolo di "Miss Massachusetts" nel 1925. Notata da un cercatore di talenti entrò così nel mondo del cinema.

### La carriera cinematografica
La Todd lavorò dal 1926 al 1935 in più di 130 film, tra cortometraggi e lungometraggi sia muti che sonori.
Scritturata dal Hal Roach, avrebbe dovuto formare una coppia comica, alternativa femminile a Stan Laurel & Oliver Hardy, con la sua amica ZaSu Pitts con la quale girò numerose comiche del genere slapstick, un tipo di comicità basata sul linguaggio del corpo, nata con il cinema muto. Quando la Pitts lasciò Roach nel 1933, fu rimpiazzata da Patsy Kelly. Dotata di una bella voce, con un accento snob della Nuova Inghilterra, la Todd non ebbe difficoltà a lavorare anche dopo l'avvento del cinema sonoro in ruoli sia comici che drammatici, che la videro affiancata a Gary Cooper e a William Powell in Nevada il tiratore (1927), all'esordiente Cary Grant in This Is the Night (1932) e a stelle dell'epoca come Harry Langdon e Charley Chase. Ebbe un buon successo la sua interpretazione nel film giallo The Maltese Falcon (1931).
Recitò anche con i Fratelli Marx in Monkey Business - Quattro folli in alto mare (1931) e Horse Feathers - I fratelli Marx al college (1932). Ebbe occasione di lavorare anche con Stan Laurel e Oliver Hardy nei cortometraggi Non abituati come siamo (1929), Un nuovo imbroglio (1930),  I polli tornano a casa (1931),  On the Loose (1931), e nei lungometraggi Fra Diavolo (1933) e La ragazza di Boemia (1936) dove ebbe una piccola parte.
Fu questo l'ultimo film di Thelma Todd, che morì prima di averlo potuto finire. Hal Roach fece togliere tutte le scene in cui appariva l'attrice, lasciando solo un suo numero musicale.

### La morte misteriosa
Nel 1930, insieme al suo amante Roland West, la Todd aveva aperto il "Thelma Todd's Sidewalk Cafè" un night club ristorante, a poca distanza da Santa Monica e Malibù, come centro d'attrazione per turisti in cerca di stelle del cinema e per celebrità hollywoodiane. Nel secondo piano del locale c'era anche l'appartamento di Thelma.
La notorietà del locale aveva attirato l'interesse del gangster italo-americano Lucky Luciano, che aveva proposto a Thelma (che però aveva rifiutato) di impiantare una sala da gioco illegale nel piano superiore per attirare i ricchi giocatori di Hollywood. La mattina del 16 dicembre 1935, Thelma fu trovata nel garage dell'edificio, all'interno di un'auto, morta per avvelenamento da monossido di carbonio.
C'erano però alcuni particolari poco convincenti sul presunto suicidio: il suo vestito era macchiato di sangue, non era stato trovato alcun biglietto d'addio, il suo corpo si trovava in una posizione innaturale, tale da indurre a pensare che fosse stato caricato a forza nell'auto.
Dopo i funerali, Thelma Alice Todd venne sepolta nel cimitero di Bellevue a Lawrence, Massachusetts.

### Ipotesi sulla morte
Dalle testimonianze di amici e conoscenti, risultava che Thelma non avesse alcun motivo di suicidarsi poiché stava attraversando un periodo felice — così sostenne nell'inchiesta la famosa diva Ida Lupino — e stava per sposarsi con un ricco uomo d'affari di San Francisco.
In realtà Thelma aveva delle preoccupazioni per mancanza di denaro: la sua amica e collega ZaSu Pitts testimoniò di aver prestato a Thelma grosse somme di denaro, svanite nella gestione fallimentare del locale e mai restituite.
L'avvocato della diva chiese l'apertura di una nuova inchiesta, contestando la precedente che si era conclusa con una dichiarazione di morte accidentale. Il legale affermava invece che la sua cliente era stata uccisa dai sicari di Lucky Luciano. In realtà non c'era alcuna prova sicura che Luciano fosse coinvolto nella morte di Thelma.
Vennero alla luce episodi come la furibonda lite di West con Thelma il giorno precedente la sua morte, ma nessuna certezza che lui fosse coinvolto nel presunto suicidio. È certo però che da allora West, per i pesanti sospetti che gravavano su di lui, abbandonato da tutto l'ambiente cinematografico, non riuscì più a dirigere nessun film.
Girarono per molto tempo voci e supposizioni sulla morte dell'attrice, circa la responsabilità attribuita anche all'ex marito Pat De Cicco; persino il fatto che il suo corpo fosse stato cremato, venne interpretato come una prova della volontà di nascondere definitivamente le tracce del suo assassinio. Il pubblico americano fu anche colpito da una strana coincidenza: un dialogo del film Monkey Business - Quattro folli in alto mare con i Fratelli Marx sembrava predire la morte di Thelma Todd. Da solo con la Todd nella sua baracca, Groucho Marx dice: «Siete una donna che non sta ottenendo niente tranne brutte rotture. Bene, possiamo pulire e stringere quei freni, ma dovrete rimanere nel garage tutta la notte.»
La morte di Thelma Todd, ad appena ventinove anni di età, rimase un mistero insoluto: della sua vita e della sua carriera cinematografica rimane la testimonianza di una stella sulla Hollywood Walk of Fame.

## Filmografia

### Lungometraggi
- Giovinezza (Fascinating Youth), regia di Sam Wood (1926)
- L'ultimo porto (God Gave Me Twenty Cents), regia di Herbert Brenon (1926)
- Rubber Heels, regia di Victor Heerman (1927)
- Pompieri per ardore (Fireman, Save My Child), regia di A. Edward Sutherland (1927)
- Nevada il tiratore (Nevada), regia di John Waters (1927)
- The Shield of Honor, regia di Emory Johnson (1927)
- The Gay Defender, regia di Gregory La Cava (1927)
- The Noose, regia di John Francis Dillon (1928)
- Abie's Irish Rose, regia di A. Edward Sutherland (1928)
- Schiavo di Venere (Vamping Venus), regia di Edward F. Cline (1928)
- Heart to Heart, regia di William Beaudine (1928)
- The Crash, regia di Edward F. Cline (1928)
- The Haunted House, regia di Benjamin Christensen (1928)
- Monella bionda (Naughty Baby), regia di Mervyn LeRoy (1928)
- Sette passi verso Satana (Seven Footprints to Satan), regia di Benjamin Christensen  (1929)
- Trial Marriage, regia di Erle C. Kenton (1929)
- House of Horror, regia di Benjamin Christensen (1929)
- La veste nuziale (The Bachelor Girl), regia di Richard Thorpe (1929)
- Careers, regia di John Francis Dillon (1929)
- Donna senza amore (Her Private Life), regia di Alexander Korda (1929)
- La stella della Taverna Nera (Her Man), regia di Tay Garnett (1930)
- No Limit, regia di Frank Tuttle (1931)
- Command Performance, regia di Walter Lang (1931)
- Swanee River, regia di Raymond Cannon (1931)
- The Hot Heiress, regia di Clarence Badger (1931)
- Aloha, regia di Albert S. Rogell (1931)
- The Maltese Falcon, regia di Roy Del Ruth (1931)
- Broadminded (1931)
- Monkey Business - Quattro folli in alto mare (Monkey Business), regia di Norman McLeod (1931)
- Corsair (1931)
- The Big Timer (1932)
- This Is the Night (1932)
- I fratelli Marx al college (Horse Feathers), regia di Norman Z. McLeod (1932)
- Il professore (Speak Easily), regia di Edward Sedgwick (1932)
- Klondike (1932)
- Deception, regia di Lewis Seiler (1932)
- Call Her Savage (1932)
- Air Hostess (1933)
- Cheating Blondes (1933)
- Fra Diavolo (The Devil's Brother), regia di Hal Roach e Charley Rogers (1933)
- Mary Stevens, M.D. (1933)
- You Made Me Love You (1933)
- Sitting Pretty (1933)
- Son of a Sailor (1933)
- Ritorno alla vita (Counsellor-at-Law), regia di William Wyler (1933)
- Palooka, regia di Benjamin Stoloff (1934)
- Hips, Hips, Hooray! (1934)
- The Poor Rich (1934)
- Bottoms Up (1934)
- Cockeyed Cavaliers (1934)
- Take the Stand (1934)
- Lightning Strikes Twice (1934)
- After the Dance (1935)
- Two for Tonight (1935)
- La ragazza di Boemia (The Bohemian Girl), regia di James W. Horne, Charley Rogers e, non accreditato, Hal Roach (1936)

### Cortometraggi
- Players at Play (1929)
- Non abituati come siamo (Unaccustomed As We Are), regia di Lewis R. Foster e Hal Roach (1929)
- Hurdy Gurdy (1929)
- Snappy Sneezer (1929)
- Hotter Than Hot (1929)
- Look Out Below (1929)
- Crazy Feet (1929)
- Sky Boy (1929)
- Stepping Out (1929)
- The Head Guy (1930)
- The Real McCoy (1930)
- The Fighting Parson (1930)
- Whispering Whoopee (1930)
- All Teed Up (1930)
- The Shrimp (1930)
- The King (1930)
- Dollar Dizzy (1930)
- Looser Than Loose (1930)
- Un nuovo imbroglio - Un altro bel guaio (Another Fine Mess) (1930)
- High C's (1930)
- I polli tornano a casa - Donne e guai (Chickens Come Home), regia di James W. Horne (1931)
- The Pip from Pittsburgh (1931)
- Love Fever (1931)
- Rough Seas (1931)
- Let's Do Things (1931)
- Catch as Catch Can, regia di Marshall Neilan (1931)
- The Pajama Party (1931)
- War Mamas (1931)
- On the Loose, regia di Hal Roach (1931)
- The Voice of Hollywood No. 13 (1932)
- Seal Skins (1932)
- The Nickel Nurser (1932)
- Red Noses (1932)
- Strictly Unreliable (1932)
- The Old Bull (1932)
- Show Business (1932)
- Alum and Eve (1932)
- The Soilers (1932)
- Sneak Easily (1932)
- Asleep in the Feet (1933)
- Maids a la Mode (1933)
- The Bargain of the Century (1933)
- One Track Minds (1933)
- Beauty and the Bus (1933)
- Backs to Nature (1933)
- Air Fright (1933)
- Babes in the Goods (1934)
- Soup and Fish (1934)
- Maid in Hollywood (1934)
- I'll Be Suing You (1934)
- Three Chumps Ahead (1934)
- One Horse Farmers (1934)
- Opened by Mistake (1934)
- Done in Oil (1934)
- Bum Voyage (1934)
- Treasure Blues (1935)
- Sing, Sister, Sing (1935)
- The Tin Man (1935)
- The Misses Stooge (1935)
- Slightly Static (1935)
- Twin Triplets (1935)
- Hot Money (1935)
- Top Flat (1935)
- All-American Toothache (1936)

## Doppiatrici italiane
- Lia Orlandini in Fra Diavolo (ridoppiaggio 1948)
- Francesca Palopoli in Un nuovo imbroglio (2º ridoppiaggio)
- Silvia Pepitoni in I fratelli Marx al college (doppiaggio tardivo 1986)
- Lorenza Biella in Monkey Business (doppiaggio tardivo)
- Roberta Greganti in Non abituati come siamo (doppiaggio tardivo)

## Riconoscimenti
- Hollywood Walk of Fame
  - 1960 – Stella